# Exetastes telengai
Exetastes telengai là một loài tò vò trong họ Ichneumonidae.